# Nina (モデル)
Nina（にーな、1998年9月2日 - ）は、日本のモデル。福岡県出身。サトルジャパンに所属。

## 来歴・人物
ニュージーランド人と日本人のハーフ。
2018年、モデルデビュー 。
同年、楽天ジャパンオープン決勝で錦織圭のベンチの後ろに立っていたことで話題になる。

## 出演

### 広告
- ナガイレーベン
- ヨネックス
- 柿田川サントムーン グランドオープン
- elegance razzle

### CM
- ワコール ウイング[5]

### TV
- ありえへん世界